# Ottessa Moshfegh
Ottessa Moshfegh (Boston, Massachusetts; 20 de maig de 1981) és una novel·lista estatunidenca d'ascendència croata-persa.
Moshfegh col·labora amb The Paris Review; ha publicat diverses històries a la revista des del 2012. Va publicar la seva primera novel·la, McGlue, el 2014. La seva novel·la El meu nom era Eileen, publicada l'agost de 2015, va rebre molt bones crítiques. El 2017 va publicar una col·lecció dels seus contes.

## Novel·les
Entre parèntesis, l'edició catalana, quan n'hi ha.
- McGlue (2014) (McGlue, trad. d'Alexandre Gombau i Arnau; Barcelona: Angle Editorial, 2024)
- Eileen (2015)
- Homesick from another world (2017) (Enyorança d'un altre món, trad. d'Alexandre Gombau i Arnau; Barcelona: Angle Editorial, 2022).
- My Year of Rest and Relaxation (2018) (El meu any de repòs i relaxació, trad. d'Alba Dedeu; Barcelona: Angle Editorial, 2021)
- Death in Her Hands (2020) (La mort a les seves mans, trad. d'Alba Dedeu; Barcelona: Angle Editorial, 2021)
- Lapvona (2022) (Lapvona, trad. d'Alexandre Gombau i Arnau; Barcelona: Angle Editorial, 2023)